# Игнасио де Медина и Фернандес де Кордова, 19-й герцог де Сегорбе
Дон Игнасио де Медина и Фернандес де Кордова, 19-й герцог Сегорбе (исп. Ignacio Medina y Fernández de Córdoba, XIX duque de Segorbe, Grande de España; род. 27 февраля 1947, Севилья) — испанский аристократ и гранд. По профессии — архитектор и реставратор. Президент Фонда герцогского дома Мединасели.

## Биография
Он родился в Севилье 27 февраля 1947 года. Младший (третий) сын Рафаэля Медины и Вильялонги (1905—1992) и Виктории Евгении Фернандес де Кордобы, 18-й герцогини де Мединасели (1917—2013).
В 1969 году Игнасио де Медина и Фернандес де Кордоба получил от своей матери, герцогини де Мединасели, титул 19-го герцога де Сегорбе, став грандом Испании.
В 1970—1980-х годах Игнасио Медина и Фернандес де Кордова выступал с большим количеством инициатив, направленных на восстановление старых зданий в Севилье.

## Браки и дети
Первая жена — Мария де лас Мерседес Майер Альенде, развод в том же году, брак бездетный.
Вторая жена с 1985 года — Мария да Глория Орлеан-Браганса (род. 1946), от брака с которой у него двое детей:
- Сол Мария Бланка де Медина и Орлеан-Браганса, 54-я графиня де Ампурьяс (род. 8 августа 1986), замужем за Педро Домингеса-Майона (03.06.2023)
- Анна Луна де Медина и Орлеан-Браганса, 17-я графиня де Рикла (род. 4 мая 1988)

## Общественная деятельность
Герцог де Сегорбе является президентом Фонда герцогского дома Мединасели, академиком Real Academia de la Historia и Real Academia Sevillana de Buenas Letras, вице-президентом Asociación de Defensa del Patrimonio Save Europe, членом правления The Fine Arts Museum of San Francisco, членом Fundación Mapfre-Estudios, Patronato del Instituto de Estudios Iberoamericanos de Argentina, Venetian Heritage, Real Fundación de Toledo и Advisory Board de la Hispanic Society of America.

## Работы
Многие из работ герцога основаны на восстановлении культурного наследия города Севилья. В 1980—2012 года под его руководством происходили реставрационные работы в старом еврейском квартале Севильи. Квартал был превращен в коммерческий и гостиничный центр города.
В 2013 году герцог Сегорбе был награждён премией Рафаэля Манзано Мартоса по классической архитектуре и реставрации памятников.

## Титулы
- 19-й герцог де Сегорбе (гранд Испании) с 1969 года
- 12-й граф де Мориана-дель-Рио с 1987 года
- 53-й граф де Ампурьяс (1987—2006), в 2006 году передал титул своей старшей дочери Сол Марии
- 19-й граф Рибадавия с 2003 года
- 16-й граф де Рикла (2003—2006), в 2006 году передал титул своей младшей дочери Анне Луне.